# 南日島

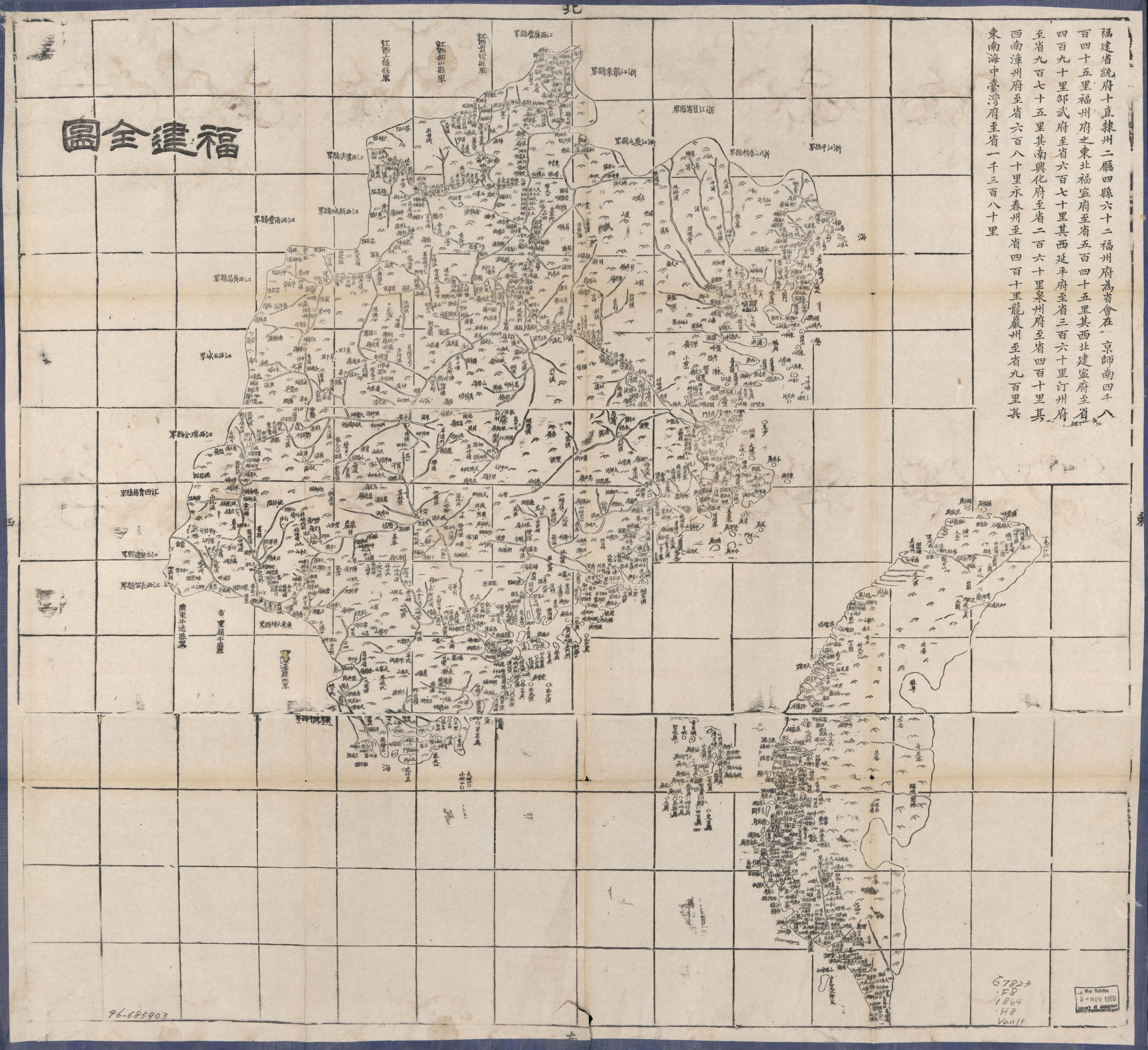
1864年の『福建全図』。南日島は、「南日㠘」と表示されている。

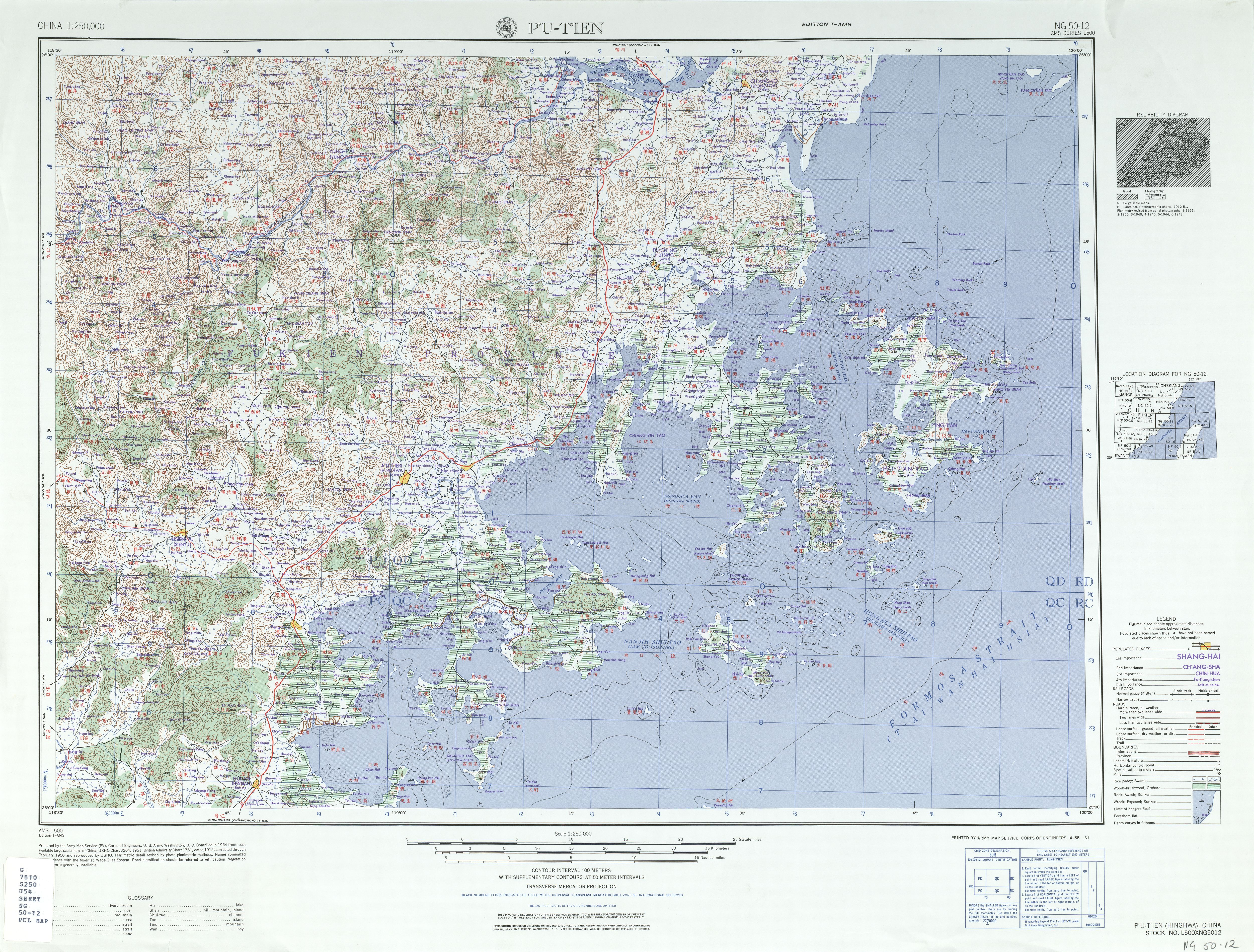
1955年の地形図「PU-TIEN（莆田）」。南日島は「NAN-JIH TAO 南日島」と表示されている。

南日島（なんにちとう、なんじつとう、ナンリとう、簡体字中国語: 南日岛、英語: Nanri Island）は、台湾海峡に臨む中国沿岸の小さな島。行政区画としての南日鎮（南日镇）は、中華人民共和国福建省莆田市秀嶼区に帰属している。人口は約6万5千人、面積は53平方キロ。
福建省で3番目に大きな島で、莆田市で最大の島。周辺には大小約100の島礁があり、そのうち陸地面積0.1平方キロ以上の島が18島あり、「十八列島」との別名もある。観光業で大変賑わいを見せ、2023年の観光客数は年78.3万人であった。もともと2島別の島だったが間の土地を干拓しつないだためダンベル状の地形になっている。

## 漁業
南日島は、漁業が非常に盛んであるが、特に海水養殖業が発展しており、2018年の時点で海水養殖生産量は17.9万t、総生産額は32億5400万元に上っている。島の沿岸には養魚場がいくつも設けられている。島の干潟では、海藻類の養殖生産が盛んであり、およそ4,700haの浅瀬や干潟を利用してアワビ（鮑）、コンブ（昆布）、海苔などが養殖されている。
海産物の中でも、とりわけアワビは特産品として大変有名であり、南日鮑は、中国地理標示産品のひとつとされ、アワビ生産は地域産業の柱のひとつとなっている。

## 歴史
南日島は、福建省莆田市の沖に位置している。1987年に発見された青銅器時代の遺跡により、この地域では約3,000年前には人類が居住していた形跡がある。
古くは、南匿山と称され、また鮑魚島と呼ばれたこともある。明代には倭寇への対応として要塞が築かれ、そのひとつである「九龍寨址」または「薛剛寨」と呼ばれる遺構が残っている。
清代には南日鎮で最小の行政村「浮葉村」が形成される。閩南語を話し、惠安女の衣装を着用するなど閩南文化・信仰を現在に伝えている。
1952年10月、この島の守備に就いていた中国人民解放軍と、侵入した中華民国陸軍の間で南日島戦役が戦われたが、この戦闘は中華民国側による島の占領で終わった。しかし、中華民国軍は南日島を放棄して台湾へ撤退し、島は再び中華人民共和国側が占拠した。
17あった行政村の中には、小さな有人島の村4つが含まれており、これら小島の村は交通が不便な上、飲用水の確保も困難だった。社会主義新農村の建設が取り組まれる中、現地政府は南日島の本島内に土地を確保し、小島にいた住民たちを新たに建設した村へ移住させた。
おおむね1970年代まで、南日島は貧しい漁村であったが、改革開放後には、アワビの養殖の成功などによって経済状況が大きく改善した。
2005年12月29日、19基の風力発電システムが完成し、島内における電力供給の問題を解決し、毎年2500万元を売り上げるに至っている。
2008年12月26日、中国海洋石油総公司と台湾中油は、「烏丘嶼凹陥（南日島盆地）協議区連合研究協議（乌丘屿凹陷(南日岛盆地)协议区联合研究协议）」に合意し、南日島の周辺の石油資源の共同開発にあたることとなった。
2015年には、集合型風力発電所が島に建設された 。
2021年に初めて年間観光客数が50万人を超えた。

## 交通
中国本土側の莆田市の石城埠頭から、片道40分ほどで南日島に到達することができる。
- 石南フェリー（石南輪渡）：秀嶼港フェリーターミナル（石城埠頭、市中心部から車で50分の距離）より南日島の区間を運航。平時はカーフェリー3隻、フェリー2隻だが、観光シーズンである2025年の春節期間にはカーフェリー3隻を追加運用し24時間態勢で運航した[15]